# کندروسیا
کندروسیا (نام علمی: Chondrosia) نام یک سرده از رده اسفنج‌های شاخی و متعلق به خانواده کندروسیدا است.
این گونه، سوزنه‌های سیلیسیم دی‌اکسیدی بسیاری دارد. اعضای این سرده، از غذاهای لاک‌پشت پوزه‌عقابی هستند.